# Tornau (Dübener Heide)
Tornau (Dübener Heide) este o comună din landul Saxonia-Anhalt, Germania.